# Jo Ann Zimmerman

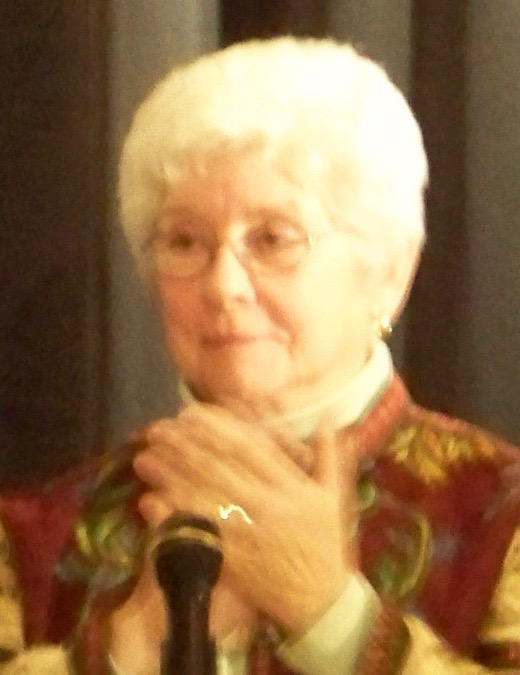
Jo Ann Zimmerman

Jo Ann McIntosh Zimmerman (* 24. Dezember 1936 im Van Buren County, Iowa; † 22. Oktober 2019 in Des Moines, Iowa) war eine US-amerikanische Politikerin. Zwischen 1987 und 1991 war sie Vizegouverneurin des Bundesstaates Iowa.

## Werdegang
Jo Ann McIntosh, so ihr Geburtsname, war in ihrer Jugend bei den Girl Scouts aktiv. 1954 absolvierte sie die Keosauqua High School. Danach besuchte sie die Broadlawns Hospital School of Nursing, wo sie bis 1958 als Krankenschwester ausgebildet wurde. Danach arbeitete sie als Krankenschwester bzw. Oberschwester in der Geburtsabteilung des Broadlawns Hospital. Im Jahr 1966 war sie Leiterin dieser Abteilung; 1968 wurde sie Ausbilderin für Schwestern, die in ihrer Sparte tätig werden wollten. Ende der 1960er Jahre belegte sie selbst weitere Fortbildungskurse. In den folgenden Jahren war sie weiterhin im Gesundheitswesen tätig. Dabei erweiterte sie ihren Bereich auf die gesamte Bandbreite dieses Gebiets. Von 1976 bis 1979 war sie zudem Leiterin des Waukee Community School Board. Politisch schloss sie sich der Demokratischen Partei an. Dabei war sie Mitglied des demokratischen Bezirksvorstands im Dallas County. 1982 wurde Jo Ann Zimmerman in das Repräsentantenhaus von Iowa gewählt. Dort setzte sie ihren Schwerpunkt auf die Gesundheitspolitik und brachte auch einige Gesetzesvorlagen ein.
1986 wurde Zimmerman zur Vizegouverneurin von Iowa gewählt. Dieses Amt bekleidete sie zwischen 1987 und 1991. Dabei war sie Stellvertreterin des republikanischen Gouverneurs Terry E. Branstad und Vorsitzende des Staatssenats. In diesem Amt setzte sie sich neben ihren Anliegen auf dem Gebiet der Gesundheit auch für eine Verbesserung des Bildungswesens und öffentliche Bibliotheken im ganzen Staat ein. Überdies forderte sie die Abschaffung ihres eigenen Amtes. Damit hatte sie keinen Erfolg. Aber sie war die letzte Vizegouverneurin in Iowa, die den Vorsitz im Staatssenat hatte. Seit 1991 sind diese beiden Ämter getrennt.
1989 stieg sie für kurze Zeit in den Wahlkampf für das Amt des Gouverneurs ein. Aus parteipolitischen Gründen gab sie dieses Vorhaben dann wieder auf. In den 1980er Jahren geriet sie persönlich im Zusammenhang mit der damaligen Krise auf dem Agrarsektor in finanzielle Schwierigkeiten. Ihre Farm entging nur ganz knapp dem Konkurs. Auch nach ihrem Ausscheiden aus der Politik setzte sie sich weiterhin für Gesundheitsanliegen, Frauenrechte und andere soziale Belange ein. Sie hielt öffentliche Vorträge und blieb der Demokratischen Partei verbunden.
Sie hinterlässt ihren Ehemann Tom, ihre fünf gemeinsamen, sowie zwei adoptierte Kinder.